# Lepthyphantes turbatrix
Lepthyphantes turbatrix este o specie de păianjeni din genul Lepthyphantes, familia Linyphiidae. A fost descrisă pentru prima dată de O. P.-cambridge, 1877. Conform Catalogue of Life specia Lepthyphantes turbatrix nu are subspecii cunoscute.